# VIS Pacijenti
VIS Pacijenti,  hrvatski glazbeni sastav iz Splita.

## Povijest
Osnovao ih je Ivo Lesić. U njima je bio u kojoj je bio vokalni solist, skladatelj i producent. Lesić je bio vodeći vokal, skladatelj, aranžer i producent sastava. Nastupili su na splitskom festivalu 2001. godine pjesmom Na zapad. 
Glazba, aranžman i produkcija djelo je Ive Lesića, stihove je napisao Željko Pavičić. Lesić je vodeći vokal, gitare je svirao Zlatko Brodarić, "puno toga" Rade Čikeš Medan i pozadinske vokale Brankica Jovanovski, Alenka Milano, Teo Brajčić. Najpoznatija je skladba Uvijek nas zguze oni iz ćuze, koju je skladao i aranžirao Ivo Lesić, a stiove napisao Željko Pavičić.
Snimili su jedan album u izdanju Orfeja, Na zapad (2000?, negdje stoji da je 2001.). Na albumu su skladbe:
- Uvijek nas zguze oni iz ćuze
- Na zapad
- Dona Rozita
- Hajdemi popuši
- Guz bluz
- Nikos pederikos
- Majka sina na bauštelu zvala
- Oštar poštar
- Julka
- Voćna pjesma
- Trebam generalku

## Članovi
Članovi:

## Vanjske poveznice
- VIS Pacijenti na YouTubeu
- Spotify
- Deezer
- iTunes  Arhivirana inačica izvorne stranice od 4. ožujka 2020. (Wayback Machine)
- Google Play